# Lixi, Guangdong
Lixi är en köping i sydöstra Kina. Den ligger i Yingde i staden Qingyuan i provinsen Guangdong, omkring 90 kilometer norr om provinshuvudstaden Guangzhou. Antalet invånare är 32 511. Befolkningen består av 16 001 kvinnor och 16 510 män. Barn under 15 år utgör 20,0 %, vuxna 15-64 år 70 %, och äldre över 65 år 9,0 %.